# Hermann von Weimar-Orlamünde
Hermann von Weimar-Orlamünde (13. Jahrhundert), Graf von Weimar-Orlamünde, aus dem Geschlecht der Askanier war ein Sohn des Grafen Hermann II. und der Prinzessin Beatrix von Andechs-Meranien, einer Tochter des Herzogs Otto I. von Meranien.
Hermann war entweder der erst- oder der letztgeborene Sohn seiner Eltern. Als sein Vater starb, war er, wie alle seine Geschwister unmündig. In den historischen Quellen ist er extrem schwer greifbar. Über sein Leben ist daher kaum etwas bekannt. Sein Geburts- und Sterbejahr sind unbekannt. Wie sein Bruder Otto von Weimar-Orlamünde war er im geistlichen Stand. In den Quellen wird er nicht als „Grafregent“ benannt. Möglicherweise war er direkt zum Kirchendienst bestimmt worden. Aufgrund seines Standes hatte er höchstwahrscheinlich keine Nachkommen.